# 凡纳
凡纳（義大利語：Fanna），是意大利波代诺内省的一个市镇。总面积10平方公里，人口1586人，人口密度158.6人/平方公里（2009年）。ISTAT代码为093020。